# Holthausen (Laer)

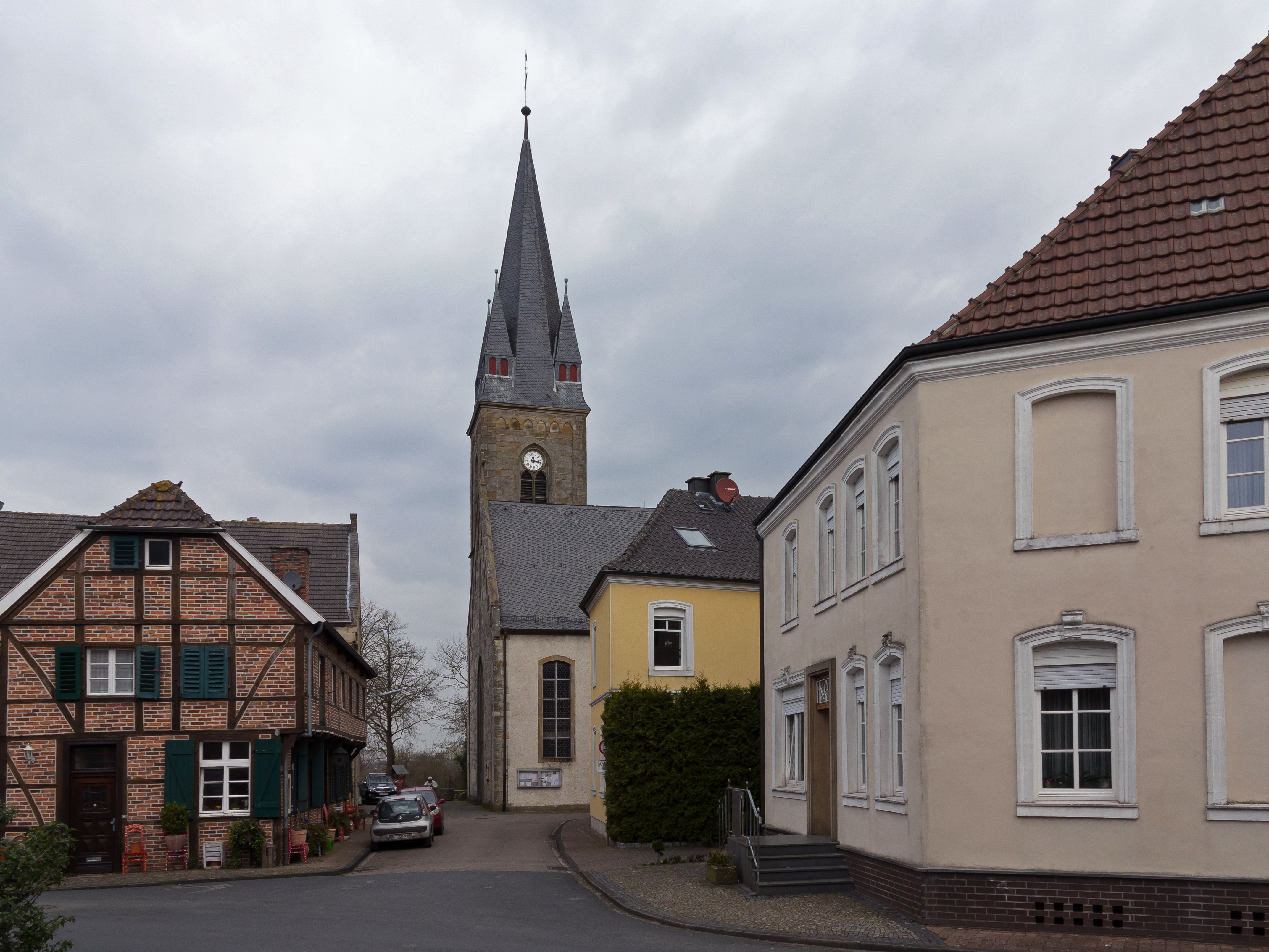
Holthausen, Pfarrkirche Sankt Marien

Holthausen ist ein Ortsteil der Gemeinde Laer im Kreis Steinfurt im Norden Nordrhein-Westfalens.

## Geografie

### Lage
Holthausen liegt mit seinen etwa 600 Einwohnern im Südzipfel des Kreises Steinfurt, am östlichen Rand der Baumberge. Es erstreckt sich über eine Fläche von 395 ha. Es gehört zum Kernmünsterland, einem Teil der Westfälischen Tieflandsbucht.
Im Osten, Süden und Westen grenzt das Dorf an die beiden Billerbecker Bauerschaften Temming und Esking, die gemeinsam mit den ebenfalls zu Billerbeck gehörenden Bauerschaften Aulendorf und Langenhorst die Beerlage bilden. Im Norden liegt der Ortsteil Laer, mit dem die politische Gemeinde Laer gebildet wird.

### Verkehr
Die verkehrsmäßige Anbindung erfolgt in Nord-Süd-Richtung über die Landesstraße 550. Diese verläuft über Laer in nördlicher Richtung nach Steinfurt und in südlicher Richtung über Havixbeck nach Bösensell. In Ost-West-Richtung sind Münster und Coesfeld mittelbar über die Landesstraßen 506 und 581 zu erreichen.
Die ca. 7,5 km östlich von Holthausen verlaufende Bundesstraße 54 und die südlich gelegene Bundesstraße 51 in ca. 15 km Entfernung, mit Anschluss an die Autobahnen A1 und A43, bilden den überregionalen Anschluss an das Verkehrsnetz. Die beiden Hauptverkehrsachsen A1 und A43 stellen die Verkehrsverbindungen zum Ruhrgebiet, nach Münster und in den Norden, Richtung Osnabrück bzw. Bremen/Hamburg sicher. Darüber hinaus sorgt ein gut ausgebautes Netz an Landes- und Kreisverbindungsstraßen für Verkehrsverbindungen zu den Nachbarorten und -gemeinden.

## Geschichte

### Erste Erwähnung
Im Jahre 1040 wird Holthausen erstmals als Amtshof des münsterischen Klosters Überwasser erwähnt. In den ältesten Aufzeichnungen über die Klostereinkünfte ist zu lesen, dass 13 Erbhöfe zu Holthausen gehörten, von denen 3 im Ortsbereich lagen.

### Ritter von Holthausen
Hier hatte das Rittergeschlecht von Holthausen seinen Sitz. Diese waren Ministeriale und Verwaltungsbeamte des Klosters Überwasser zu Münster und verwalteten den bedeutenden Grundbesitz des Klosters in Holthausen. Die erste urkundliche Belegung der „Ritter von Holthausen“ stammt aus dem Jahre 1177 in der Ritter Walthard von Holthausen genannt wird. Die erste urkundliche Erwähnung der Pfarre Holthausen stammt aus dem Jahre 1265. Zum Gut Holthausen gehörte auch eine Burg. Durch zwei Nonnen aus dem Rittergeschlecht von Holthausen kam der ganze Besitz später dann durch Schenkung an das Kloster Überwasser. Dadurch wurde die Vorsteherin des Klosters Herrin der Burg in Holthausen und residierte dort des Öfteren, so zum Beispiel während der Täuferzeit.
Später wurde die alte Burg durch die Äbtissin von Vincke niedergelegt und durch eine neue ersetzt. Im Jahre 1773 wurde das Kloster Überwasser aufgelöst. Die Burg und das Gut wurden der Universität Münster zu Studienzwecken übergeben. Nun wurden Burg und Gut getrennt verpachtet. Anfang des 19. Jahrhunderts wurde die Burg dann endgültig abgebrochen. Die letzten Überreste der Fundamente und Außenmauern der Burganlage sind allerdings erst um das Jahr 1950 entfernt worden.

### Plünderung und Brand
Im Verlauf des Freiheitskrieges der Niederlande gegen die Spanier (1568–1648) kam es im Jahre 1590 zur Plünderung von Dorf und Kirche durch die Spanier. Eine weitere Katastrophe erlebte Holthausen im Jahre 1771, als fast alle Häuser durch ein großes Feuer vernichtet wurden.

### Amt und Gemeinde
Mit der Landgemeindeordnung für Westfalen vom 31. Oktober 1841 wurde die Amtsverfassung eingeführt. Aus mehreren Gemeinden wurde ein Verwaltungsbezirk (Amt) unter einem Amtmann gebildet. Die bis dahin gültigen Bestimmungen der französischen Verfassung traten außer Kraft und aus der Bürgermeisterei Laer wurde das „Amt Laer“ bestehend aus den Gemeinden Laer und Holthausen.
Im Jahre 1850 wurde Holthausen mit Laer zu einer Samtgemeinde zusammengeschlossen, die ihre eigene Vertretung hatte; beide Gemeinden behielten aber jeweils ihre eigenen Einzel-Gemeinderäte.
Am 1. Juli 1969 wurde das Amt Laer mit den Gemeinden Laer und Holthausen aufgelöst. Beide Gemeinden schlossen sich gemäß dem Gesetz zur Neugliederung von Gemeinden des Landkreises Steinfurt zu einer amtsfreien Gemeinde Laer zusammen.

## Wappen derer von Holthausen

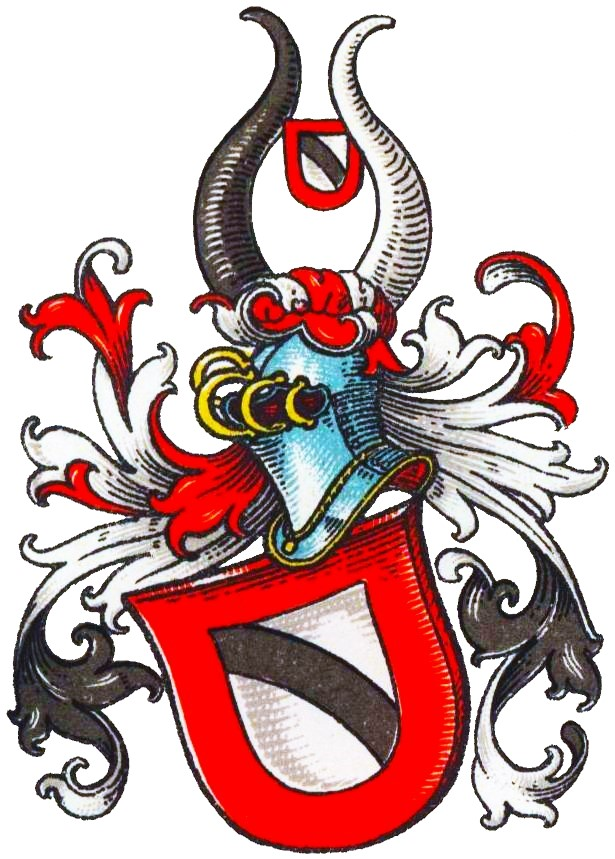
Wappen derer von Holthausen

In Rot ein weißer Mittelschild, in welchem ein gebogener silberner Schrägbalken (deutet auf die hier vorbeifließende Steinfurter Aa hin) Auf dem rot-weiß gewulstetem Helm zwei Büffelhörner, rechts silbern, links weiß, dazwischen der Schild.

## Sehenswürdigkeiten
- Dorfkirche St. Marien
- Haus Daßmann[6]
- Kriegerehrenmal für die Gefallenen der beiden Weltkriege, Am Blick

## Sonderpreis „Unser Dorf soll schöner werden“
Im Jahr 1999 nahm das Dorf Holthausen am Kreiswettbewerb „Unser Dorf soll schöner werden – Unser Dorf hat Zukunft“ teil.
Holthausen gewann einen Sonderpreis für die Erhaltung dörflicher Freiraumflächen.

## Vereine

### Sportvereine
- Der Sportverein Schwarz-Weiß Beerlage-Holthausen 1953 e. V. wurde am 5. November 1953 gegründet. Die Fußballabteilung trägt ihre Heimspiele im Pappelstadion Holthausen aus. Neben der Fußballabteilung gibt es auch eine Tennis-, Gymnastik- und Laufabteilung mit entsprechender Jugendarbeit. Aktuell hat der Verein 332 Mitglieder (Stand 1. Juni 2013)
- Reit- und Fahrverein Beerlage-Holthausen e. V. Er verfügt über eine eigene Reithalle mit sechs Pferdeboxen und einer Tribüne, einem Außendressurviereck (Sand) sowie einem Rasenspringplatz und einem Abspringplatz.

### Schützenvereine
- Schützenbruderschaft St. Georg Holthausen-Beerlage e. V.
- St. Antonius Schützenbruderschaft Beerlage 1892 e. V.

### Kirchliche Vereinigung
- kfd Holthausen-Beerlage

## Öffentliche und gemeinnützige Einrichtungen
- Katholischer Kindergarten St. Marien, Am Blick
- Pfarrhaus mit Pfarrsaal und Pfarrbücherei St. Marien Holthausen-Beerlage, Borghof
- Sportzentrum mit Fußballplatz und zwei Tennisplätzen sowie Vereinsheim, Am Blick
- Feuerwehrhaus des Löschzugs Holthausen der Freiwilligen Feuerwehr Laer, Am Blick